# Muna (ciudad)
Muna (También conocida como la Aldea Oculta Entre Los Cerros) es una villa ubicada en el estado de Yucatán, México,ubicada a 64 kilómetros al sur de la capital Mérida. Tiene una población estimada de aproximadamente 11,000 personas en 2003.

## Toponimia
Lugar de agua suave o tierna, por derivarse de las voces mun (tierno, suave) y á o há agua.

## Historia
Sobre la fundación de Muna se desconocen los datos exactos. En la época prehispánica perteneció al cacicazgo de Tutul Xiu y después de la conquista española permaneció bajo el régimen de las encomiendas entre las que se puede mencionar la de Don Alonzo Rosado en 1700. La evolución de la población comienza en 1821 cuando Yucatán se declara independiente de la España. En 1875 el pueblo de Muna adquiere el título de villa y en 1921 deja de tener la categoría de villa y vuelve a la de pueblo para poder recibir ejidos.

## Patrimonio
En el municipio existe un templo en honor de la virgen de la Asunción; seis capillas dedicadas a San Bernardo, San Mateo, San Sebastián, La Soledad, Santa María y San Andrés que datan de la época colonial y la exhacienda san José Tibceh. 

## Geografía

### Orografía e hidrografía
En general, la localidad posee una orografía plana, clasificada como llanura de barrera; sus suelos son generalmente rocosos o cementados. El municipio al que pertenece la localidad de Muna se encuentra ubicado en la región hidrológica Yucatán Norte. Sus recursos hidrológicos son proporcionados principalmente por corrientes subterráneas; las cuales son muy comunes en el estado.

### Clima
Predomina el clima cálido subhúmedo con lluvias regulares en verano. La temperatura media anual es de 25,2 °C, la máxima se registra en el mes de mayo y la mínima se registra en diciembre. Los vientos dominantes son en dirección sureste y noroeste.
| Parámetros climáticos promedio de Panabá | Parámetros climáticos promedio de Panabá | Parámetros climáticos promedio de Panabá | Parámetros climáticos promedio de Panabá | Parámetros climáticos promedio de Panabá | Parámetros climáticos promedio de Panabá | Parámetros climáticos promedio de Panabá | Parámetros climáticos promedio de Panabá | Parámetros climáticos promedio de Panabá | Parámetros climáticos promedio de Panabá | Parámetros climáticos promedio de Panabá | Parámetros climáticos promedio de Panabá | Parámetros climáticos promedio de Panabá | Parámetros climáticos promedio de Panabá |
| Mes                                      | Ene.                                     | Feb.                                     | Mar.                                     | Abr.                                     | May.                                     | Jun.                                     | Jul.                                     | Ago.                                     | Sep.                                     | Oct.                                     | Nov.                                     | Dic.                                     | Anual                                    |
| ---------------------------------------- | ---------------------------------------- | ---------------------------------------- | ---------------------------------------- | ---------------------------------------- | ---------------------------------------- | ---------------------------------------- | ---------------------------------------- | ---------------------------------------- | ---------------------------------------- | ---------------------------------------- | ---------------------------------------- | ---------------------------------------- | ---------------------------------------- |
| Temp. máx. abs. (°C)                     | 38.5                                     | 42.5                                     | 42                                       | 42                                       | 42.5                                     | 42                                       | 43                                       | 40.5                                     | 41                                       | 39.5                                     | 40                                       | 38                                       | '                                        |
| Temp. máx. media (°C)                    | 29.6                                     | 31.1                                     | 33.4                                     | 35.2                                     | 35.9                                     | 34.7                                     | 34.1                                     | 34                                       | 33.2                                     | 31.4                                     | 30.1                                     | 29.1                                     | 32.7                                     |
| Temp. mín. media (°C)                    | 14.3                                     | 15.3                                     | 16.5                                     | 18.6                                     | 19.5                                     | 20                                       | 19.4                                     | 19.5                                     | 19.8                                     | 18.1                                     | 16.6                                     | 15.4                                     | 17.8                                     |
| Temp. mín. abs. (°C)                     | 4                                        | 3                                        | 4                                        | 7                                        | 7                                        | 12                                       | 10                                       | 13.5                                     | 10.5                                     | 8                                        | 5                                        | 2                                        | '                                        |
| Precipitación total (mm)                 | 122.9                                    | 130.2                                    | 179.9                                    | 202.2                                    | 217.5                                    | 173                                      | 171.5                                    | 161.2                                    | 137.6                                    | 145.2                                    | 130.6                                    | 121.7                                    | 1893.5                                   |
| Días de precipitaciones (≥ 1 mm)         | 3.1                                      | 1.8                                      | 1.8                                      | 2.4                                      | 4.2                                      | 8.2                                      | 11.1                                     | 10.7                                     | 10.4                                     | 7                                        | 4                                        | 3.4                                      | 68.1                                     |
| Fuente: Servicio Meteorológico Nacional  |                                          |                                          |                                          |                                          |                                          |                                          |                                          |                                          |                                          |                                          |                                          |                                          |                                          |

## Cultura
Del 12 al 15 de agosto se lleva a cabo la fiesta en honor a la Virgen de la Asunción, patrona de la población y en abril se lleva a cabo otra. A principios de diciembre se llevan a cabo del 1 al 11 las típicas ramadas y, el 12, las mañanitas a la Virgen de Guadalupe y dan inicio a las posadas. Finaliza el 24 de diciembre coincidiendo con el inicio de la Navidad.

## Política

### Administración
La localidad de Muna ha tenido 30 presidentes municipales en el periodo que va de 1941 hasta 2024.